# (溴甲基)环己烷
(溴甲基)环己烷是一种有机化合物，化学式为C7H13Br。它可由环己基甲醇和三溴化磷在四氢呋喃（或甲苯）中反应制得。它和三苯基膦在甲苯中回流，可以得到三苯基(环己基甲基)溴化鏻。